# (14589) Stevenbyrnes
(14589) Stevenbyrnes (1998 RW79) – planetoida z pasa głównego asteroid okrążająca Słońce w ciągu 3,81 lat w średniej odległości 2,44 j.a. Odkryta 14 września 1998 roku.